# Herbert Westren Turnbull
Herbert Westren Turnbull (* 31. August 1885 in Tettenhall, Wolverhampton (England); † 4. Mai 1961 in Gransmere, Westmorland, England) war ein englischer Mathematiker.

## Leben
Herbert Turnbull wurde als Sohn des Schulinspektors William Peverill Turnbull geboren. Offenbar war der Vater interessiert an Mathematik und gab einen gewissen Enthusiasmus an seinen Sohn weiter, der ihn noch 1945 in seinem Buch The Mathematical Discoveries of Newton zitiert.
Herbert besuchte die Sheffield Grammar School und ging dann ans Trinity College in Cambridge, das er als zweitbester seiner Klasse mit großem Erfolg absolvierte. 1909 gewann er den renommierten Smith-Preis. Nach Abschluss seiner Studien lehrte er am St. Catharine’s College in Cambridge und im Jahr darauf an der Universität Liverpool.
1911 heiratete Turnbull Ella Drummond Williamson. Nach dem Jahr in Liverpool lehrte Turnbull an der Universität Hongkong (St. Stephen’s College). Gleichzeitig wurde er hier Aufseher des von der Anglikanischen Kirche geleiteten Universitätsheims. Damit waren auch Pflichten im Kirchendienst verbunden. Er blieb bis 1915 an der Universität Hongkong, kehrte dann nach England zurück, wo er im Norden drei Jahre lang an der Schule von Repton in Derbyshire lehrte. Hiernach wurde er wie sein Vater Aufseher des lokalen Schulwesens.
Zwischen 1919 und 1926 arbeitete Turnbull als wissenschaftlicher Mitarbeiter am St John’s College in Oxford. Schon als Student in Cambridge war Turnbull fasziniert von der Theorie der Invarianten. Er veröffentlichte zwei Arbeiten über Probleme der klassischen Algebra (1910/1911) und ein weiteres nach seiner Rückkehr nach England (1916). Doch waren seine mathematischen Forschungen bis zu diesem Zeitpunkt sehr begrenzt durch die vielen anderen Verpflichtungen, die ihm aufgetragen wurden und die er annahm.
Er hatte erst fünf Arbeiten veröffentlicht, als ihm von Universität St Andrews die Regius Professorship of Mathematics angetragen wurde. Hier blieb er bis 1950. Er galt als geduldiger Lehrer. Seine Arbeiten befassten sich weiter mit der Algebra, hier führte er die Untersuchungen von Alfred Clebsch und Paul Gordan weiter. Doch hatten sich die Interessen an der Mathematik seit den 1920er Jahren deutlich verschoben, so dass seinen Arbeiten nicht mehr die gebührende Aufmerksamkeit zuteilwurde.
Turnbull war auch sehr an der Geschichte der Mathematik interessiert. In der Darlegung der Geschichte seines Faches sah er eine Möglichkeit, die Grundkonzepte und Gedankengänge von Mathematikern einer breiteren Öffentlichkeit nahezubringen. Als Herausgeber eines Sammelbandes zum 300. Geburtstag von James Gregory (1939) lenkte er die Aufmerksamkeit auf dessen Errungenschaften. Nach seiner Emeritierung bat ihn die Royal Society um die Herausgabe der Correspondence of Isaac Newton, zwei Bände konnte er vor seinem Tod fertigstellen (Band 1, 1959).
1932 wurde Herbert Turnbull zum Mitglied der Royal Society gewählt. Etwas später wurde er auch Mitglied der Royal Society of Edinburgh. Neben seinen fachlichen Interessen war Turnbull auch ein begeisterter und guter Klavierspieler, der in einem kleinen Kammerorchester mitwirkte, so oft er konnte. Auch war er ein begeisterter Alpinist und als Mitglied im Alpine Club unternahm er zahlreiche Höhenwanderungen.

## Werke
- The Theory of Determinants, Matrices, and Invariants. 1928
- The Great Mathematicians. 1929
- Theory of Equations. 1939
- The Mathematical Discoveries of Newton. 1945
- zusammen mit Alexander Aitken: Introduction to the Theory of Canonical Matrices. 1945